# Герст (Іллінойс)
Герст (англ. Hurst) — місто (англ. city) в США, в окрузі Вільямсон штату Іллінойс. Населення — 764 особи (2020).

## Географія
Герст розташований за координатами 37°50′13″ пн. ш. 89°8′51″ зх. д. / 37.83694° пн. ш. 89.14750° зх. д. (37.837031, -89.147364).  За даними Бюро перепису населення США в 2010 році місто мало площу 2,22 км², з яких 2,22 км² — суходіл та 0,01 км² — водойми.

## Демографія
Згідно з переписом 2010 року, у місті мешкало 795 осіб у 369 домогосподарствах у складі 207 родин. Густота населення становила 358 осіб/км².  Було 392 помешкання (176/км²).
Расовий склад населення:
| - 97,1 % — білих - 0,8 % — чорних або афроамериканців - 0,1 % — корінних американців - 1,0 % — осіб інших рас |

До двох чи більше рас належало 1,0 %. Частка іспаномовних становила 0,8 % від усіх жителів.
За віковим діапазоном населення розподілялося таким чином: 23,4 % — особи молодші 18 років, 59,1 % — особи у віці 18—64 років, 17,5 % — особи у віці 65 років та старші. Медіана віку мешканця становила 42,0 року. На 100 осіб жіночої статі у місті припадало 86,2 чоловіків;  на 100 жінок у віці від 18 років та старших — 88,0 чоловіків також старших 18 років.
Середній дохід на одне домашнє господарство  становив 41 738 доларів США (медіана — 30 000), а середній дохід на одну сім'ю — 51 510 доларів (медіана — 41 125). Медіана доходів становила 43 897 доларів для чоловіків та 26 500 доларів для жінок. За межею бідності перебувало 15,7 % осіб, у тому числі 19,3 % дітей у віці до 18 років та 3,3 % осіб у віці 65 років та старших.
Цивільне працевлаштоване населення становило 357 осіб. Основні галузі зайнятості: освіта, охорона здоров'я та соціальна допомога — 28,0 %, будівництво — 14,8 %, виробництво — 13,2 %, роздрібна торгівля — 11,8 %.